# Douglas Croft
Douglas Croft (geboren als Douglas Malcolm Wheatcroft) (Seatlle, 12 augustus 1926 – Los Angeles, 24 oktober 1963) was een Amerikaans acteur en militair, die vooral bekend is geworden als Robin in de Batman filmserie uit 1943, toen hij 16 jaar oud was.

## Biografie
Croft werd geboren in Seatlle, Washington, in de Verenigde Staten. Zijn moeder, Beatrice Hayden, trouwde met de stomme-filmacteur Stanhope Nelson Wheatcroft. Zij scheidden in 1922, en zijn moeder verhuisde naar San Francisco. De scheiding van zijn ouders verliep bitter. Rond zijn geboorte in augustus 1926 ondernam Stanhope Wheatcroft pogingen om Beatrice dood te laten verklaren zodat hij kon stoppen met het betalen van alimentatie.
Tijdens de Tweede Wereldoorlog was Croft een militair in het leger van de Verenigde Staten.
Croft overleed op 37-jarige leeftijd in Los Angeles door een acute alcoholvergiftiging en leverziekte. Hij ligt begraven op Fort Rosecrans Cemetery in San Diego, Californië.

## Carrière
Croft speelt tijdens zijn korte carrière in talrijke films, vooral voor Warner Bros. Hij is vooral bekend geworden toen hij zijn Robin-kostuum aantrok in Batman. Daarnaast heeft hij ook als George M. Cohan in de film Yankee Doodle Dandy gespeeld, maar meestal speelde hij jonge personages.

## Filmografie
| Jaar | Titel                        | Rol                  |
| ---- | ---------------------------- | -------------------- |
| 1941 | Remember The Day             | Dewey Roberts        |
| 1942 | Kings Row                    | Drake McHugh         |
| 1942 | Not A Ladies' Man            | Bill Bruce           |
| 1942 | Yankee Doodle Dandy          | George M. Cohan      |
| 1942 | Flight Lieutenant            | Danny Doyle          |
| 1942 | The Pride of the Yankees     | Lou Gehrig           |
| 1942 | George Washington Slept Here | Raymond              |
| 1943 | Harrigan's Kid               | Skip                 |
| 1943 | Presenting Lily Mars         | Davey                |
| 1943 | Batman                       | Robin / Dick Grayson |
| 1945 | River Gang                   | Slug                 |
| 1947 | Killer McCoy                 | Danny Burns, Newsboy |